# Nasim Pedrad
Nasim Pedrad (Teheran, 18 november 1981) is een Iraanse/Amerikaanse actrice en stemactrice.

## Biografie
Pedrad werd geboren in Teheran en emigreerde in 1984 met haar ouders en zus naar Amerika waar zij opgroeide in Irvine (Californië). Zij doorliep de high school aan de University High School in Irvine, hierna studeerde zij in 2003 af aan de School of Theatre van Universiteit van Californië in Los Angeles. Naast Engels spreekt zij ook vloeiend Perzisch.
Pedrad begon in 1999 met acteren in de televisieserie The Mike & Ben Show, waarna zij nog meerdere rollen speelde in televisieseries en films.

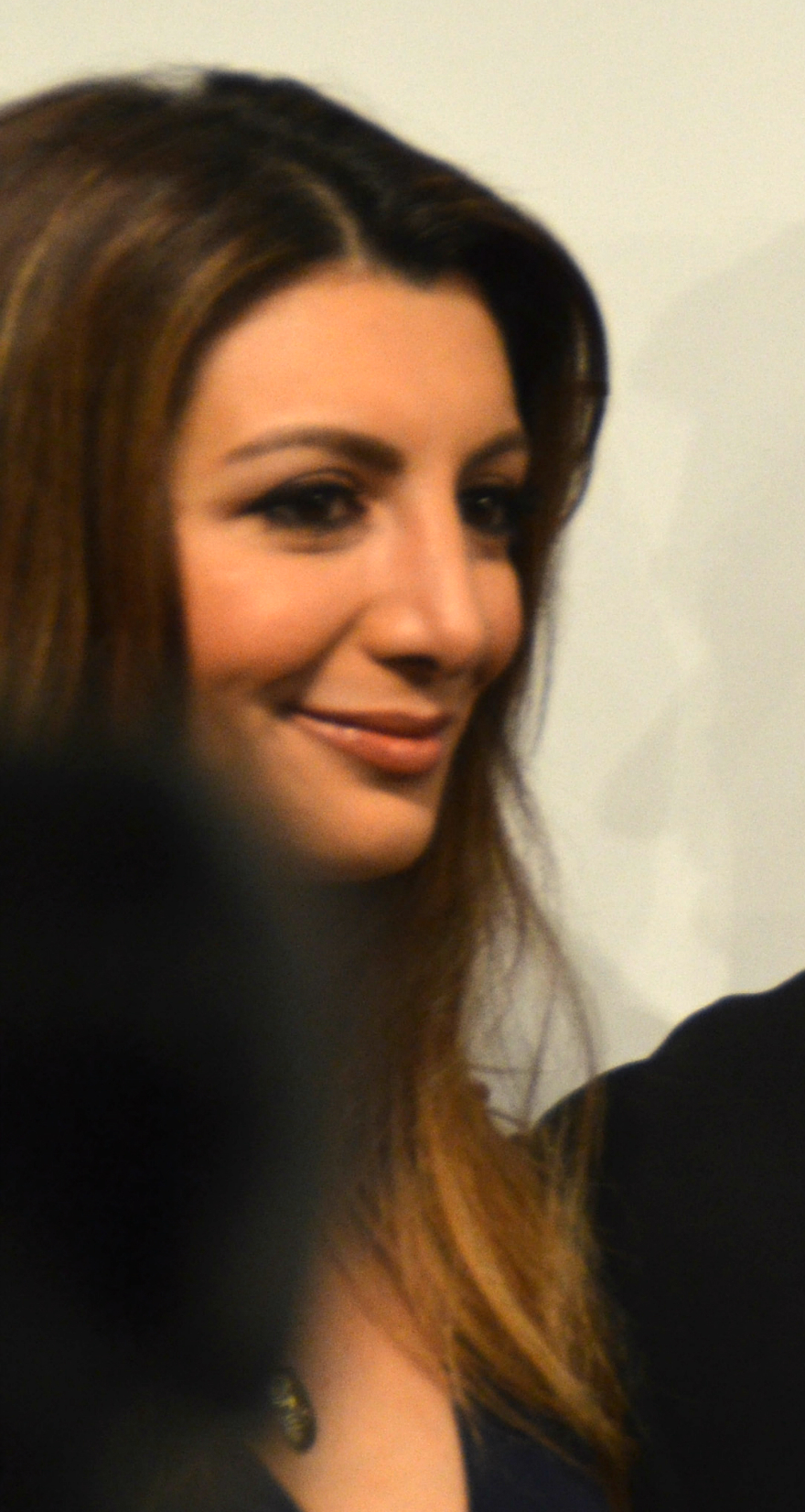
Nasim Pedrad in 2014

## Filmografie

### Films
- 2023 Wish - als Sania (stem)
- 2020 Desperados (Netflix) - als Wesley
- 2019 Aladdin - als Dalia
- 2019 Corporate Animals - als Suzy
- 2016 Chad: An American Boy - als Chad
- 2014 Cooties – als Rebekkah
- 2013 Despicable Me 2 – als Jillian (stem)
- 2012 The Dictator – als gastvrouw GMW
- 2012 The Lorax – als moeder (stem)
- 2011 No Strings Attached – als schrijfster

### Televisieseries
Uitgezonderd eenmalige gastrollen.
- 2022-2023 Pretzel and the Puppies - als Greta (stem) - 17 afl.
- 2021 Chad - als Chad - 8 afl.
- 2015-2018 New Girl - als Aly Nelson - 28 afl.
- 2009-2018 Saturday Night Live – als diverse karakters – 109 afl.
- 2017 People of Earth - als agente Alex Foster - 10 afl.
- 2015 Scream Queens – als Gigi Caldwell - 12 afl.
- 2014 Mulaney – als Jane – 5 afl.
- 2009-2014 Saturday Night Live – als diverse karakters – 108 afl.
- 2014 TripTank – als stem – 4 afl.
- 2013 The Awesomes – als stem – 5 afl.
- 2009-2012 Saturday Night Live: Weekend Update Thursday – als diverse karakters – 3 afl.
- 2011 Allen Gregory – als Val / Brinique (stemmen) – 7 afl.
- 2007-2009 ER – als verpleegster Suri – 9 afl.
- 1999 The Mike & Ben Show – als diverse karakters - ? afl.

- Library of Congress Control Number: no2019031785
- Nationale Bibliotheek van Tsjechië: xx0258288
- Virtual International Authority File: 6385155226765184490003
- WorldCat: E39PBJwD3xvDHTfPcP9gGRcgKd